# Adachi (Tokio)
Adachi (足立区, Adachi-ku) is een van de 23 speciale wijken van Tokio. De wijk ligt ten noorden van het centrum van Tokio. De wijk is opgesplitst in twee gebieden; een kleine strook land tussen de Sumida en de Arakawa, en een groter gebied ten noorden van de Arakawa. De wijk wordt omgeven door Kawaguchi, Sōka en Yashio in de prefectuur Saitama, en Katsushika, Sumida, Arakawa en Kita in Tokio.
Adachi is een zusterwijk van Belmont, Australië. In 2008 bedroeg de bevolking van de wijk 654.466 mensen. De bevolkingsdichtheid was toen 12.140 mensen per vierkante kilometer.
Adachi kent meerdere stadsparken, zoals Toneri Park, Higashi Ayase Park, Urban Agricultural Park, en Adachi Park of Living Things.

## Geboren
- Takeshi Kitano (1947), komiek, filmregisseur, acteur, schrijver, schilder en kunstenaar
- Eriko Asai (1959), atlete
- Kouta Hirano (1973), mangaka